# Альпарі Дюла
Альпарі Дюла (Alpári Gyula, 16 жовтня 1882 — 17 червня 1944) був діячем угорського і міжнародного робітничого руху.

## Життєпис
З 1901 року він був членом Соціал-Демократичної Партії Угорщини (СДПУ); з 1918 року він був членом Комуністичної Партії Угорщини (КПУ); з 1919 року він був членом її Центрального Комітету. Разом з Карлом Лібкнехтом він брав участь у створенні Соціалістичного Інтернаціоналу молоді в 1907 році. Як один з лідерів лівої опозиції він був виключений з СДПУ в 1910 році, а в 1911 році — з другого Інтернаціоналу (проти цього дискримінаційного рішення виступили Володимир Ілліч Ленін, Карл Лібкнехт, Клара Цеткін та Ростислав Люксембург). Під час Угорської соціалістичної революції 1919 року Альпарі був заступником наркома закордонних справ. Після поразки Радянської влади в Угорщині він емігрував і брав участь у діяльності ряду європейських комуністичних партій. Він також редагував інформаційні бюлетені та інші видання Комінтерну. В 1940 році Альпарі заарештований у Парижі нацистами і страшений у концтаборі Заксенгаузен.